# كليفورد غراي
كليفورد غراي (بالإنجليزية: Clifford Gray)‏ هو سياسي أمريكي، ولد في 31 مايو 1940 في فيلادلفيا في الولايات المتحدة. حزبياً، نشط في الحزب الديمقراطي. وقد انتخب عضو مجلس نواب بنسيلفانيا.